# Soul Journey
Soul Journey è il quarto album in studio della cantautrice statunitense Gillian Welch, pubblicato nel 2003.

## Tracce
1. Look at Miss Ohio – 4:16
2. Make Me a Pallet on Your Floor – 2:45
3. Wayside/Back in Time – 3:28
4. I Had a Real Good Mother and Father – 3:14
5. One Monkey – 5:36
6. No One Knows My Name – 3:16
7. Lowlands – 3:19
8. One Little Song – 3:12
9. I Made a Lovers Prayer – 5:03
10. Wrecking Ball – 4:56